# Cacang
Cacang is een bestuurslaag in het regentschap Aceh Selatan van de provincie Atjeh, Indonesië. Cacang telt 557 inwoners (volkstelling 2010).